# ثيويوريا
ثيويوريا هو مركب كيميائي صيغته CH4N2S، والتي يمكن كتابتها على الشكل SC(NH2)2، ويوجد على شكل صلب أبيض.
يعد الثيويوريا ذا صلة بمركب اليوريا، حيث تحل فيه ذرة كبريت مكان ذرة أكسجين.

## التحضير
يحضر المركب من تسخين مركب ثيوسيانات الأمونيوم حيث يحدث توازن بين الصيغيتين:
أما التحضير التقني للمركب فيمكن أن يتم انطلاقاً من تمرير كبريتيد الهيدروجين على محلول من مستعلق من سياناميد الكالسيوم:
{\displaystyle \mathrm {CaCN_{2}+3\,H_{2}S\rightarrow Ca(SH)_{2}+(NH_{2})_{2}CS} }
{\displaystyle \mathrm {2\,CaCN_{2}+Ca(SH)_{2}+6\,H_{2}O\rightarrow 2\,(NH_{2})_{2}CS+3\,Ca(OH)_{2}} }
{\displaystyle \mathrm {Ca(OH)_{2}+CO_{2}\rightarrow CaCO_{3}+H_{2}O} }

## الخواص
يوجد المركب في الشروط القياسية على شكل صلب بلوري أبيض اللون؛ وهو جيد الانحلال في الماء. للمركب بنية جزيئية مستوية، ويبلغ فيها طول الرابطة C=S مقدار 1.71 أنغستروم؛ أما الرابطة C-N فيبلغ طولها 1.33 أنغستروم.

## التطبيقات
لا توجد الكثير من التطبيقات العملية لمركب الثيويوريا، ويمكن أن يستخدم لتحضير ثنائي أكسيد الثيويوريا، والمستخدم من ضمن المختزلات في الصناعات النسيجية.